# Келло
Келло — деревня в Заклинском сельском поселении Лужского района Ленинградской области.

## История
Деревня Кела и при ней усадьба помещика Шидулинского упоминаются на карте Санкт-Петербургской губернии Ф. Ф. Шуберта 1834 года.

КЕЛЛИ — деревня принадлежит надворному советнику Пурлевскому, число жителей по ревизии: 26 м. п., 30 ж. п. (1838 год)

Как деревня Кела она отмечена на карте профессора С. С. Куторги 1852 года.

КЕЛЛА — деревня и мыза владельческие при озере Меревском, число дворов — 8, число жителей: 28 м. п., 29 ж. п. (1862 год)

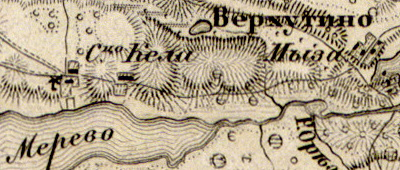
Деревня Келло на карте 1863 года

Согласно карте из «Исторического атласа Санкт-Петербургской Губернии» 1863 года на месте современной деревни находилось сельцо Кела и ветряная мельница.
В 1870—1871 годах временнообязанные крестьяне деревни выкупили свои земельные наделы у С. В. Коровяковой и стали собственниками земли.
Согласно материалам по статистике народного хозяйства Лужского уезда 1891 года, мыза Келла площадью 416 десятин принадлежала титулярному советнику П. А. Потехину, мыза была приобретена в 1885 году за 20 000 рублей. Владелец сдавал свой дом и дачу в аренду, а также сдавал в аренду рыбную ловлю за ¼ улова.
В XIX — начале XX века деревня административно относилась к Перечицкой волости 1-го земского участка 1-го стана Лужского уезда Санкт-Петербургской губернии.
По данным «Памятной книжки Санкт-Петербургской губернии» за 1905 год деревня называлась Келла и входила в Изорское сельское общество, 418 десятин земли в деревне принадлежали дворянину Борису Яковлевичу Полякову.
По данным 1933 года деревня Келло входила в состав Бетковского сельсовета Лужского района.
По данным 1966 года деревня Келло также входила в состав Бетковского сельсовета.
По данным 1973 и 1990 годов года деревня Келло входила в состав Каменского сельсовета.
По данным 1997 года в деревне Келло Каменской волости проживали 10 человек, в 2002 году — 12 человек (все русские).
В 2007 году в деревне Келло Заклинского СП проживали 5 человек.

## География
Деревня расположена в восточной части района близ автодороги 41К-683 (Троицкий поворот — Затуленье).
Расстояние до административного центра поселения — 28 км.
Расстояние до ближайшей железнодорожной станции Оредеж — 16 км.
Деревня находится на северном берегу Мерёвского озера.

## Демография
| 1838 | 1862 | 1997 | 2007 | 2010 | 2017 |
| ---- | ---- | ---- | ---- | ---- | ---- |
| 56   | ↗57  | ↘10  | ↘5   | ↗13  | ↘5   |

## Улицы
Новый переулок, Пляжный переулок, Центральная, Энергетиков.